# 达丽娅·萨马尔昌茨
达丽娅·萨马尔昌茨（Дарья Самарчанц，1995年3月12日—），烏克蘭女子羽毛球運動員。

## 簡介
2012年9月，萨马尔昌茨出戰斯洛伐克羽毛球公開賽，先後在女單和女雙決賽中落敗，屈居亞軍。
2013年8月，萨马尔昌茨與迪米特里辛再次打進斯洛伐克公開賽的女雙決賽，最終以2比1擊敗捷克組合，奪得個人首項成年級別的國際賽冠軍。

## 主要比賽成績
只列出曾進入準決賽的國際賽事成績：
| 年份   | 賽事                   | 公開賽級別 | 項目     | 搭檔                    | 成績   |
| ------ | ---------------------- | ---------- | -------- | ----------------------- | ------ |
| 2012年 | 斯洛伐克羽毛球公開賽   | 未來系列賽 | 女子單打 | －                      | 亞軍   |
| 2012年 | 斯洛伐克羽毛球公開賽   | 未來系列賽 | 女子雙打 | 阿纳斯塔西娅·迪米特里辛 | 亞軍   |
| 2012年 | 土耳其羽毛球國際賽     | 國際系列賽 | 女子雙打 | 阿纳斯塔西娅·迪米特里辛 | 準決賽 |
| 2013年 | 斯洛文尼亞羽毛球國際賽 | 國際系列賽 | 女子雙打 | 阿纳斯塔西娅·迪米特里辛 | 準決賽 |
| 2013年 | 斯洛伐克羽毛球公開賽   | 未來系列賽 | 女子雙打 | 阿纳斯塔西娅·迪米特里辛 | 冠軍   |
| 2013年 | 斯洛伐克羽毛球公開賽   | 未來系列賽 | 混合雙打 | 维塔利·科诺夫           | 準決賽 |
| 2014年 | 斯洛文尼亞羽毛球國際賽 | 國際系列賽 | 女子雙打 | 耶利萨芙塔·扎尔卡       | 準決賽 |
| 2014年 | 捷克羽毛球國際賽       | 國際挑戰賽 | 女子雙打 | 阿纳斯塔西娅·迪米特里辛 | 準決賽 |
| 2016年 | 斯洛伐克羽毛球公開賽   | 未來系列賽 | 女子雙打 | 弗拉季斯拉娃·列斯纳亚   | 亞軍   |

| 2007-2017年 | 首要超級賽 | 超級賽 | 黃金大獎賽 | 大獎賽 | 國際挑戰賽 | 國際系列賽 | 未來系列賽 | 其他 |

| 2018-2026年 | 總決賽 | 超級1000賽 | 超級750賽 | 超級500賽 | 超級300賽 | 超級100賽 | 國際挑戰賽 | 國際系列賽 | 未來系列賽 | 其他 |